# Georg Muffat
Pour les articles homonymes, voir Muffat.
Georges Muffat (dit Georg Muffat), né le 1er juin 1653 à Megève et mort le 23 février 1704 à Passau, est un compositeur allemand, savoyard d'origine, et d'ascendance écossaise par son père.

## Biographie
Originaire de Megève, dans le duché de Savoie, il est le fils d'André Muffat et de Marguerite Orsy. Il étudie à Paris avec Lully, entre 1663 et 1669. Il est nommé organiste à Molsheim et Sélestat, puis fait des études de droit à Ingolstadt. Il s'installe plus tard à Vienne en Autriche (où il côtoie probablement Kerll), mais ne peut y obtenir d'engagement officiel. On le trouve à Prague en 1677, puis à Salzbourg, au service de l'archevêque pendant plus d'une dizaine d'années – il y a pour collègue Heinrich Biber. Dans les années 1680, il voyage en Italie, y étudie l'orgue avec Bernardo Pasquini (qui lui transmet la tradition de Frescobaldi) et y travaille avec Arcangelo Corelli. À partir de 1690 et jusqu'à sa mort, il est maître de chapelle de l'évêque de Passau (aujourd'hui en Bavière), Johannes Philipp von Lamberg. Il a eu neuf enfants, dont quatre musiciens ; le plus célèbre d'entre eux est Gottlieb Muffat, qui deviendra organiste de l'Empereur.

## Synthèse européenne
Savoyard d'ascendance écossaise, devenu allemand, formé en Alsace et en Italie, Muffat est, comme avant lui Froberger et Kerll, comme plus tard Haendel et d'autres, un musicien cosmopolite qui, par ses voyages et ses contacts, joue un rôle important dans les échanges des traditions musicales italienne, française et germanique. Il est le seul artiste à avoir personnellement côtoyé Lully et Corelli, les deux symboles personnifiés de la musique française et de l'italienne. L'œuvre de Jean-Sébastien Bach (qui n'a pas beaucoup voyagé, mais qui connaît les œuvres de ses prédécesseurs et contemporains par la lecture et l'étude) se nourrit de cette synthèse. Les préfaces de ses ouvrages contiennent des indications précieuses pour la connaissance de la pratique musicale de son époque : il y explique aux musiciens des pays germaniques les pratiques d'exécutions de la musique française lullienne (ornements, coups d'archets et instrumentation).

## Œuvre
L'œuvre de Georg Muffat, influencée par la France et l'Italie, comprend :
- des sonates pour instruments : Armonico tributo (1682) ;
- des suites orchestrales : Florilegium primum & secundum (1695) ;
- douze concerti grossi : Auserlesener mit Ernst und Lust gemengter Instrumental-Musik Erste Versamblung (1701), forme qu'il introduit dans les pays germaniques[3] — certains réutilisent le matériel thématique de l’Armonico tributo ;
- un recueil de pièces pour orgue : Apparatus musico-organisticus (1690), l'un des plus marquants avant ceux de Jean-Sébastien Bach incluant 12 toccatas, une passacaille, une chaconne, un cycle de variations (Nova Cyclopeias Harmonica) ;
- quelques partitas d'inspiration française pour le clavecin, en manuscrit ;
- des œuvres religieuses : trois messes, un offertoire et un Salve Regina; la seule ayant subsisté de nos jours étant la Missa in labore requies pour 24 voix.
- des opéras
  - Marina Armena (Salzbourg, Akademie-Theater, 1679)
  - Königin Marianne oder die verleumdete Unschuld (septembre 1680)
  - Le fatali felicità di Plutone (Salzbourg 1687)

## Discographie
- Suites & sonates - Concentus Musicus Wien, dir. Nikolaus Harnoncourt (mars 1965, Archiv) (OCLC 29506834) — avec des œuvres de Biber.
- Apparatus musico-organisticus - René Saorgin, orgue de Malaucène (juillet 1973, Harmonia Mundi HMA 1901227) (OCLC 1015876458)
- Apparatus musico-organisticus - Adriano Falcioni, orgue (2014, Brilliant Classics) (OCLC 868833142)
- Armonico tributo - Muffatti, dir. Peter Van Heyghen (2005, Ramée) (OCLC 909214243)
- Florilegium primum 1695 - Ensemble Salzburg Barock (8-11 avril 2015, Challenge Classics) (OCLC 1013228762)
- Concerti Grossi N° 1-6 - Musica Aeterna Bratislava, dir. Peter Zajíček (2001, Naxos) (OCLC 896893079)
- Concerti Grossi N° 7-12 - Musica Aeterna Bratislava, dir. Peter Zajíček (2002, Naxos) (OCLC 816251411)